# Batanga

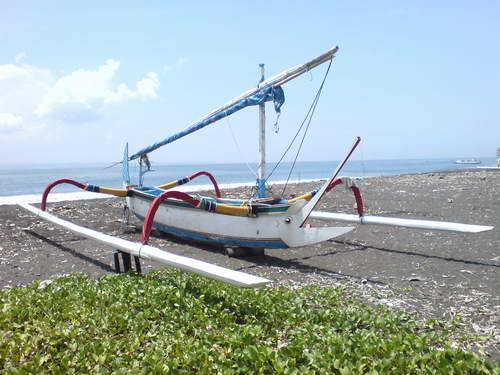
Una embarcació de Bali, un "jukung", amb dues batangues.

Una batanga o balancí és un flotador allargat que, subjectat de forma sòlida al buc principal d'algunes embarcacions i a una certa distància d'aquest, augmenta l'estabilitat.
Hi ha embarcacions amb una sola batanga i d'altres amb dues, una a cada banda.

## Etimologia
"Batanga" és un terme castellà procedent de les Filipines. Probablement correspon a una paraula igual o semblant en tagal.
En terminologia de les canoes polinèsies, la batanga equivaldria a l'"ama" ("outrigger" en anglès).

## Funcionament
En el cas d'una embarcació amb dues batangues, en aigües tranquil·les i amb el buc principal enfonsat normalment, els flotadors laterals queden a fregar l'aigua sense enfonsar-se sensiblement.
Quan hi ha un desequilibri lateral la batanga d'un costat s'enfonsa i la de l'altre s'aixeca per damunt de l'aigua. La batanga enfonsada proporciona una força d'adreçament per flotació (que multiplicada per la distància equival a un parell de forces o moment) mentre que el pes de l'altra batanga actua també com una força (i moment) d'adreçament.
En les embarcacions amb una sola batanga hi ha dues possibilitats. Que la batanga actuï com a contrapès o que treballi com a flotador.
El primer cas és el de les canoes polinèsies i similars. El segon cas, amb batangues-flotador més voluminoses, és més freqüent en dissenys moderns de iots.
Les batangues actuen igual amb embarcacions de rem o de vela. En el segon cas els esforços que han de contrarestar són més grans i cal dimensionar adequadament els suports i les unions amb el buc principal.